# Kjongszong
Kjongszong (hangul: 경성군, Kjongszong-kun, handzsa: 鏡城郡, RR: Kyŏngsŏng-kun, ’tükör(fényes) erődítmény’) megye Észak-Koreában, Észak-Hamgjong (Hamgyŏng) tartományban. 1400-as felminősítésével a tartomány legrégebbi megyéjének számít.
A megye eredetileg Kogurjo (Koguryŏ) része volt, majd egy ideig kínai megszállás alá került. 1368-ban Korjo (Koryo) a kínai Jüan (Yuan)-dinasztia összeomlását kihasználva visszafoglalta a mai megye területét. 1390-ben a megye területén egy Urongi (우롱이; 于籠耳) nevű körzet helyezkedett el. 1398-ban a területén lévő tükörfényű erődítményről kapta mai nevét, ekkor nevezték el Kjongszong (Kyŏngsŏng)nak. 1400-ban először megyei rangra emelték. 1436-ban tohobu (tohobu) (도호부; 都護府) rangot kapott, így Kjongszong (Kyŏngsŏng)-tohobu (경성도호부; 鏡城都護府) lett a neve. A tartományi rendszer visszaállítása és Hamgjong (Hamgyŏng) tartomány 1896-os kettéosztása után Kjongszong (Kyŏngsŏng) Észak-Hamgjong (Hamgyŏng) tartományhoz került.

## Földrajza
Északról Cshongdzsin (Ch'ŏngjin) város és Muszan (Musan) megye, nyugatról Jonsza (Yŏnsa) megye, délnyugatról és délről Orang (Ŏrang) megye, keletről pedig a Japán-tenger (Koreában „Keleti-tenger”) határolja.
Legmagasabb pontja az 2540 méter magas Kvanmobong (관모봉; 冠帽峯, Kwanmobong), ami a Pektu (Paektu)-hegy után Észak-Korea második legmagasabb pontja. Egyéb jelentősebb 2000 méter feletti pontjai: Todzsongszan (Tojŏngsan) (도정산; 道頂山, 2200 m), Kveszanbong (Kwesanbong) (궤산봉; 櫃山峯, 2272 m).

## Közigazgatása
1 községből (up (ŭp)), 15 faluból (ri (ri)) és 5 munkásnegyedből (rodongdzsagu (rodongjagu)) áll:
| - Kjongszong-up (경성읍; 鏡城邑, Kyŏngsŏng-ŭp) - Kvanmo-ri (관모리; 冠帽里, Kwanmo-ri) - Namszok-ri (남석리; 南夕里, Namsŏk-ri) - Tehjang-ri (대향리; 大鄕里, Taehyang-ri) - Togjon-ri (독연리; 獨淵里, Togyŏn-ri) - Rjongszan-ri (룡산리; 龍山里, Ryongsan-ri) - Mehjang-ri (매향리; 梅香里, Maehyang-ri) - Szangonpho-ri (상온포리; 上溫堡里, Sangonp'o-ri) - Jombun-ri (염분리; 鹽盆里, Yŏmbun-ri) - Oszang-ri (오상리; 梧上里, Osang-ri) - Ondedzsin-ri (온대진리; 溫大津里, Ondaejin-ri) | - Ilhjang-ri (일향리; 一鄕里, Ilhyang-ri) - Csangphjong-ri (장평리; 長坪里, Changp'yŏng-ri) - Csungphjong-ri (중평리; 仲坪里, Chungp'yŏng-ri) - Hamjon-ri (하면리; 河面里, Hamyŏn-ri) - Hvaha-ri (화하리; 花下里, Hwaha-ri) - Rjongcshon-rodongdzsagu (룡천로동자구; 龍川勞動者區, Ryongch'ŏn-rodongjagu) - Pakcshung-rodongdzsagu (박충로동자구; 朴忠勞動者區, Pakch'ung-rodongjagu) - Szenggirjong-rodongdzsagu (생기령로동자구; 生氣嶺勞動者區, Saenggiryŏng-rodongjagu) - Szungam-rodongdzsagu (승암로동자구; 勝岩勞動者區, Sŭngam-rodongjagu) - Haonpho-rodongdzsagu (하온포로동자구; 下溫堡勞動者區, Haonp'o-rodongjagu) |

## Gazdaság
Kjongszong (Kyŏngsŏng) megye gazdasága hagyományosan rizstermesztésre épült, napjainkban azonban kerámiaipar, bányászat, erdőgazdálkodás, építőipar alkotja. Ezek közül a legjelentősebb a kerámiaipar, azon belül is a porcelángyártás: a kjongszong (kyŏngsŏng)i porcelán nem csak belföldi használatban népszerű, de külföldön is ismert.

## Oktatás
Kjongszong (Kyŏngsŏng) megye egy ipari egyetemnek, egy kerámiaipari egyetemnek, egy orvostudományi főiskolának és kb. 20 középiskolának ad otthont. Saját könyvtárral is rendelkezik.

## Egészségügy
A megye ismeretlen számú egészségügyi intézménnyel rendelkezik, köztük megyei szintű kórházzal, két szakklinikával és 3 szanatóriummal: Kim Dzsongszuk (Kim Jŏng Suk) Szanatórium (Haonpho-rodongdzsagu (Haonp'o-rodongjagu)), Unpho (Unp'o) Szanatórium (Szangonpho-ri (Sangonp'o-ri)), Rjonghjon (Ryonghyŏn) Szanatórium (Jombun-ri (Yŏmbun-ri)).

## Közlekedés
A megye közutakon a szomszédos megyék felől közelíthető meg. A megye vasúti kapcsolattal rendelkezik, a Phjongna (P'yŏngra) vasútvonal része.